# Supercoppa del Giappone 2018
La Supercoppa del Giappone si è disputata il 10 febbraio 2018 allo Saitama Stadium 2002 di Saitama e ha visto sfidarsi il Kawasaki Frontale, vincitore della J1 League 2017, e il Cerezo Osaka, vincitore della Coppa dell'Imperatore 2017.
A conquistare il trofeo è stato il Cerezo Osaka, che si è imposto per 3-2.
L'arbitro dell'incontro è stato il signor Kōichirō Fukushima.

## Tabellino
| Arbitro: | Fukushima (Kagoshima) |

|                           |           |                                       |
| Kobayashi 51’ Ōkubo 90+2’ | Marcatori | 26’ Yamaguchi 48’ Kiyotake 78’ Takagi |

| Kawasaki Frontale | Cerezo Osaka |

| Kawasaki Frontale: |    |                      |  |  |
|                    |    |                      |  |  |
| P                  | 1  | Jung Sung-ryong      |  |  |
| D                  | 6  | Yūsuke Tasaka 52’    |  |  |
| D                  | 3  | Tatsuki Nara         |  |  |
| D                  | 5  | Shōgo Taniguchi      |  |  |
| D                  | 7  | Shintarō Kurumaya    |  |  |
| C                  | 21 | Eduardo Neto         |  |  |
| C                  | 19 | Kentarō Moriya 46’   |  |  |
| C                  | 14 | Kengo Nakamura 46’   |  |  |
| C                  | 41 | Akihiro Ienaga 79’   |  |  |
| C                  | 8  | Hiroyuki Abe 71’     |  |  |
| A                  | 11 | Yū Kobayashi         |  |  |
| A disposizione:    |    |                      |  |  |
| P                  | 30 | Shōta Arai           |  |  |
| D                  | 2  | Kyōhei Noborizato    |  |  |
| C                  | 10 | Ryōta Ōshima 46’     |  |  |
| C                  | 16 | Tatsuya Hasegawa 71’ |  |  |
| C                  | 25 | Hidemasa Morita 52’  |  |  |
| A                  | 20 | Kei Chinen 79’       |  |  |
| A                  | 4  | Yoshito Ōkubo 46’    |  |  |
| Allenatore:        |    |                      |  |  |
| Toru Oniki         |    |                      |  |  |

| Cerezo Osaka:   |    |                            |  |  |
|                 |    |                            |  |  |
| P               | 21 | Kim Jin-Hyeon              |  |  |
| D               | 2  | Riku Matsuda               |  |  |
| D               | 14 | Yūsuke Maruhashi 81’       |  |  |
| D               | 22 | Matej Jonjić               |  |  |
| D               | 23 | Tatsuya Yamashita          |  |  |
| C               | 6  | Hotaru Yamaguchi           |  |  |
| C               | 7  | Kōta Mizunuma 64’          |  |  |
| C               | 10 | Hiroshi Kiyotake 42’ 64’   |  |  |
| C               | 24 | Kazuya Yamamura            |  |  |
| A               | 8  | Yōichirō Kakitani 46’      |  |  |
| A               | 9  | Kenyū Sugimoto 81’         |  |  |
| A disposizione: |    |                            |  |  |
| P               | 27 | Kenta Tanno                |  |  |
| D               | 5  | Yūsuke Tanaka 81’          |  |  |
| C               | 17 | Takaki Fukumitsu 64’ 90+6’ |  |  |
| C               | 26 | Daichi Akiyama 81’         |  |  |
| A               | 13 | Toshiyuki Takagi 64’       |  |  |
| A               | 18 | Yang Dong-Hyun 46’         |  |  |
| Allenatore:     |    |                            |  |  |
| Yoon Jong-Hwan  |    |                            |  |  |